# Маттиоли, Раф
Раффаэле Маттиоли (итал. Raffaele Mattioli; 18 октября 1936, Неаполь, Италия — 12 октября 1960, Рим, Италия) — итальянский киноактёр.

## Биография
Раффаэле Маттиоли родился 18 октября 1936 года в Неаполе, в семье известного и уважаемого кардиолога Доменико Маттиоли (итал. Domenico Mattioli) и синьоры Анны-Марии Риккарди (итал. Anna Maria Ricciardi). Студентом университета в возрасте двадцати лет он отправился в Рим, привлечённый миром кино. После участия в различных кастингах он был выбран Альберто Латтуадой на ведущую мужскую роль в комедии Гвендолин (итал. Guendalina) в 1957 году. Главного героя, застенчивого и сдержанного Обердана, начинающий актёр исполнил с большой психологической тонкостью и чувствительностью. В его дальнейшей короткой карьере он сыграл на первом плане в нескольких фильмах известных итальянских режиссёров. В драме Закон Жюля Дассена он составил дуэт с Мелиной Меркури. 
Актёр скончался 12 октября 1960, в возрасте неполных 24-х лет, в римском отеле Parioli во время съёмок фильма Вакханки (итал. Le baccanti) в результате внезапной остановки сердца. 

## Фильмография
- 1957: Гвендолин (Guendalina), реж. Альберто Латтуада — Обердан Панкани (как Raffaele Mattioli)
- 1957: Каникулы в Искья (Vacanze a Ischia), реж. Марио Камерини — Сальваторе, гид
- 1957: Корсар полумесяца (Il corsaro della Mezza Luna), реж. Джузеппе Мариа Скотезе (итал. Giuseppe Maria Scotese) — Васко
- 1958 : Молодые мужья (Giovani mariti), реж. Мауро Болоньини — Джулио, брат Антонио
- 1959 : Первая любовь (Primo amore), реж. Марио Камерини — Пьеро
- 1959 : Жестокое лето / Лето насилия (Estate violenta), реж. Валерио Дзурлини — Джорджо
- 1959 : Ребята из Париоли (I ragazzi dei Parioli), реж. Серджо Корбуччи — Боб
- 1959 : Top Secret Туниса (Tunisi Top Secret), реж. Бруно Паолинелли (итал. Bruno Paolinelli) — Фуат
- 1959 : Закон (La legge), реж. Жюль Дассен — Франческо, сын Маттео Бриганте
- 1960 : Вакханки (Le baccanti), реж. Джорджо Феррони — Лакданос